# Google Japanese Input
Google Japanese Input — метод ввода японского текста на компьютере, разработанный Google. Как и все остальные методы ввода, он заменяет буквы на иероглифы или другие символы. База слов автоматически генерируется из интернета, поэтому записывать названия, имена, сленг и прочее становится гораздо проще. На данный момент имеются версии лишь для Windows и Mac OS.